# Grupo Algar
O Grupo Algar, constituído em 10 de outubro de 1930, é um grupo empresarial brasileiro que atua nos setores de tecnologias da informação e comunicação, entretenimento e agronegócio. Com atuação em todo o Brasil e também América Latina, o grupo possui cerca de 21 mil profissionais que atendem 3,5 milhões de clientes.

## História
Fundado em 10 de outubro de 1930 pelo imigrante português Alexandrino Garcia em Uberlândia, o grupo Algar começou a partir da aquisição de uma máquina de beneficiar arroz.
Nas décadas seguintes, Alexandrino Garcia empreendeu em vários outros negócios como, por exemplo, posto de gasolina e revendedora de automóveis e caminhões. Nos anos de 1950, Alexandrino Garcia presidia a ACIUB – Associação Comercial e Industrial de Uberlândia.[carece de fontes?] No entanto, decidiu empreender no negócio de telecomunicações com a intenção de melhorar e agilizar o serviço de telefonia. Com outros membros da Associação, liderou a formação da Companhia de Telefones do Brasil Central, hoje Algar Telecom, e adquiriu a Telefônica Teixeirinha – empresa que controlava os serviços telefônicos em Uberlândia e outras cidades da região.[carece de fontes?]
O grupo Algar é formado por quatro empresas e três unidades corporativas. O nome Algar veio das iniciais do seu fundador, Alexandrino Garcia.
Em sua liderança atuam o Luiz Alexandre Garcia como Presidente do Conselho de Administração e Luiz Alberto Garcia como Presidente de Honra do Conselho de Administração.
Em celebração aos seus 90 anos, o grupo desenvolveu um acervo digital para disseminação da sua memória empresarial a fim de compartilhar sua trajetória. O Memória Algar concentra a história das nove décadas da companhia em uma linha do tempo, desde a chegada do seu fundador até os dias atuais, além de apresentar suas empresas e premiações, bem como todos os diretores executivos que já passaram pelo grupo. Também é possível acessar uma biblioteca virtual, na qual há mais de 110 exemplares da revista Teleco, voltada ao público interno da companhia, e livros que foram publicados ao longo desses anos.

## Empresas do grupo
- Algar Telecom
- Algar Tech
- Algar Farming
- Aviva

## Unidades corporativas
- CSC Algar
- Instituto Algar
- UniAlgar

### Algar Telecom
A Algar Telecom, originalmente nominada por CTBC (Companhia de Telefone Brasil Central) quando fundada na década de 50 por Alexandrino Garcia, teve seu nome alterado para Algar Telecom em 2014. A empresa oferece serviços de telefonia fixa e móvel; internet banda larga fixa e móvel; gestão de dados e voz; computação em nuvem; gerenciamento de rede e segurança; infraestrutura de TI; outsourcing e videoconferência. Atende a clientes corporativos (business-to-business ou B2B) e varejo (business-to-consumer ou B2C).

### Algar Tech
A Algar Tech é uma multinacional brasileira especializada em processos de negócios de relacionamento com o cliente e gestão de ambiente de tecnologia. Ela atua no mercado corporativo desde 1999, com um portfólio de serviços que abrange gestão de relacionamento com clientes (atendimento, vendas, retenção, backoffice, crédito e cobrança) e gestão de ambiente de tecnologia (NOC, SOC, suporte ao usuário final, data center, serviços na nuvem e sustentação de ambientes).
A empresa está presente em todos os países da América Latina, com prestação de serviços de tecnologia; e na Argentina e Colômbia, com unidades operacionais e comerciais. No Brasil, está em todos os estados e possui quatro unidades (duas em Minas Gerais e duas em São Paulo) para operações de relacionamento com cliente.

### Algar Farming
A Algar Farming é uma empresa produtora de commodities agrícolas que atua no plantio e na comercialização de grãos, principalmente soja e milho, e também na criação de gado de corte. As áreas de produção agrícola da empresa estão localizadas em fazendas do Triângulo Mineiro e no Mato Grosso do Sul, no município de Paranaíba. Já a criação extensiva de gado de corte e confinamento se localiza no Mato Grosso do Sul.

### AVIVA
A AVIVA conta com resorts, parques, hotéis, pousadas e apartamentos localizados em Costa do Sauípe e Rio Quente, além do Hot Park. 

## CSC Algar
O Centro de Soluções Corporativas (CSC) da Algar foi criado em 2016 para centralizar as funções administrativas, financeiras, contábeis, fiscais, jurídicas, além da gestão dos processos, recursos humanos e de tecnologia das empresas do grupo.   

## Instituto Algar
Desde 1994, o grupo Algar investe em programas sociais. Em 2002 essa vertente passou a ser operacionalizada pelo Instituto Algar. O instituto é responsável pelo investimento social do grupo, coordenando e dando diretrizes para as ações nas frentes educacional e de incentivos fiscais (ao patrocinar projetos disponibilizados via leis de incentivos: municipais, estaduais e federal).[carece de fontes?]

## UniAlgar
Em 1998 foi criada a UniAlgar, uma Universidade Corporativa para capacitação de funcionários do grupo através de cursos voltados à cultura corporativa, estratégia e inovação. A UniAlgar trabalha com curadoria de conteúdo educacional, plataformas de conhecimento interativas, educação a distância, estudos de caso e outras ferramentas.[carece de fontes?]

## Prêmios
- 2012: Prêmio melhor Universidade Corporativa do Brasil, segundo o IQPC - Unialgar[10]
- 2013: Prêmio Guia Exame Sustentabilidade - Algar Telecom[2]
- 2013: Prêmio Best Inovator - Época NEGÓCIOS[11]
- 2014: Prêmio Anuário Telecom-  Empresa mais rentável - Algar Telecom.[12]
- 2014: Prêmio Anuário Telecom - Melhor empresa em serviços móveis - Algar Telecom.[12]
- 2014: Prêmio Anuário Telecom - 100 maiores empresas de Telecom do país - Algar Telecom[12]
- 2014: Prêmio 100+ Inovadoras no uso de TI - IT Mídia e PwC[13]
- 2014: Prêmio Guia Exame Sustentabilidade - Grupo Rio Quente[14]
- 2015: Anuário Época Negócios 360 - Melhor Empresa de Telecomunicações - Algar Telecom[15]
- 2015: Prêmio GPTW - Melhores Empresas para se trabalhar - Algar Telecom[16]
- 2015: Prêmio GPTW - Melhores Empresas para se trabalhar - Minas Gerais (50-249 funcionários) - Algar Aviation[17]
- 2015: Prêmio GPTW - Melhores Empresas para se trabalhar - Minas Gerais (250-999 funcionários) - Algar Mídia[17]
- 2015: Prêmio GPTW - Melhores Empresas para se trabalhar - Minas Gerais (acima de 1000 funcionários) - Algar Tech[17]
- 2015: Prêmio GPTW - Melhores Empresas para se trabalhar - Centro-Oeste - Grupo Rio Quente[18]
- 2015: 3º lugar no Prêmio Educorp - Unialgar[19]

## Referência
1. ↑  «Algar avança em soja e milho sob comando de ex-Bunge». Exame. 16 de julho de 2015. Consultado em 18 de dezembro de 2015
2. 1 2  Vanessa Barbosa (6 de novembro de 2013). «As empresas premiadas pelo Guia EXAME Sustentabilidade 2013». Exame. Consultado em 18 de dezembro de 2015
3. 1 2  «É melhor ter um mau plano do que não ter nenhum». Revista da ESPM. Setembro 2012. Consultado em 18 de dezembro de 2015[ligação inativa]
4. ↑  Rodrigo Caetano (19 de setembro de 2014). «O sonho americano da Algar». Istoe Dinheiro. Consultado em 18 de dezembro de 2015
5. 1 2 3  «Empresário Luiz Garcia fala aos jovens, na ACRJ, sobre como e por que ser empreendedor». Telebrasil. 7 de abril de 2008. Consultado em 18 de dezembro de 2015
6. ↑  «A AGROINDÚSTRIA DA ALGAR». Dinheiro Rural. Fevereiro de 2012. Consultado em 18 de dezembro de 2015
7. 1 2  «CTBC passa a se chamar Algar Telecom». Meio & Mensagem. 18 de setembro de 2013. Consultado em 18 de dezembro de 2015
8. ↑  «Presidente da Algar Telecom recebe o Título de Cidadão Francano». GCN. 9 de abril de 2015. Consultado em 18 de dezembro de 2015
9. ↑  Martins, Yuri. «Algar 91 anos - Home». Algar 91 anos. Consultado em 11 de julho de 2022
10. ↑  «Universidade corporativa decide abrir seus cursos para o mercado». Revista Melhor. 15 de junho de 2015. Consultado em 18 de dezembro de 2015[ligação inativa]
11. ↑  «As empresas que São exemplo de inovação». Época Negócios. 5 de novembro de 2015. Consultado em 18 de dezembro de 2015
12. 1 2 3  Paulo César de Oliveira (1 de setembro de 2015). «Empresas do Grupo Algar entre as melhores do Anuário Telecom». Blog do PCO. Consultado em 18 de dezembro de 2015
13. ↑  «Correios lideram ranking de As 100+ Inovadoras no Uso de TI». IT Forum 365. 25 de novembro de 2014. Consultado em 18 de dezembro de 2015
14. ↑  Vanessa Barbosa (5 de novembro de 2014). «As empresas premiadas pelo Guia EXAME Sustentabilidade 2014». Exame. Consultado em 18 de dezembro de 2015
15. ↑  Edson Caldas (14 de agosto de 2015). «Anuário época negocios 360 elegeitau a empresa do ano». Época Negócios. Consultado em 18 de dezembro de 2015
16. ↑  «Melhores Empresas para Trabalhar no Brasil: TI & telecomunicações». Great Place to Work. Consultado em 18 de dezembro de 2015. Arquivado do original em 8 de outubro de 2015
17. 1 2 3  «Melhores Empresas para Trabalhar GPTW - Minas Gerais». Great Place to Work. Consultado em 18 de dezembro de 2015. Arquivado do original em 24 de outubro de 2015
18. ↑  «Melhores Empresas para Trabalhar na região Centro Oeste do Brasil». Great Place to Work. Consultado em 18 de dezembro de 2015. Arquivado do original em 8 de dezembro de 2015
19. ↑  «UniAlgar conquista prêmio educorp 2015». Jornal da Cidade. 4 de agosto de 2015. Consultado em 18 de dezembro de 2015